# توم بوش
توم بوش (بالإنجليزية: Tom Bush)‏ (22 فبراير 1914 في المملكة المتحدة - 1969) هو لاعب كرة قدم بريطاني (وحمل سابقاً جنسية المملكة المتحدة لبريطانيا العظمى وأيرلندا) في مركز الدفاع. لعب مع نادي ليفربول.

## وصلات خارجية
- توم بوش على موقع قاعدة بيانات كرة القدم.إي يو (الإنجليزية)